# 1583 az irodalomban
Az 1583. év az irodalomban.

## Új művek
- Megjelenik Robert Garnier francia drámaíró tragédiája: Les Juives (A zsidó nők), "a XVI. századi francia dráma legjelentősebb alkotása."[1]
- Giordano Bruno vígjátéka: Candelaio (A gyertyás).

## Születések

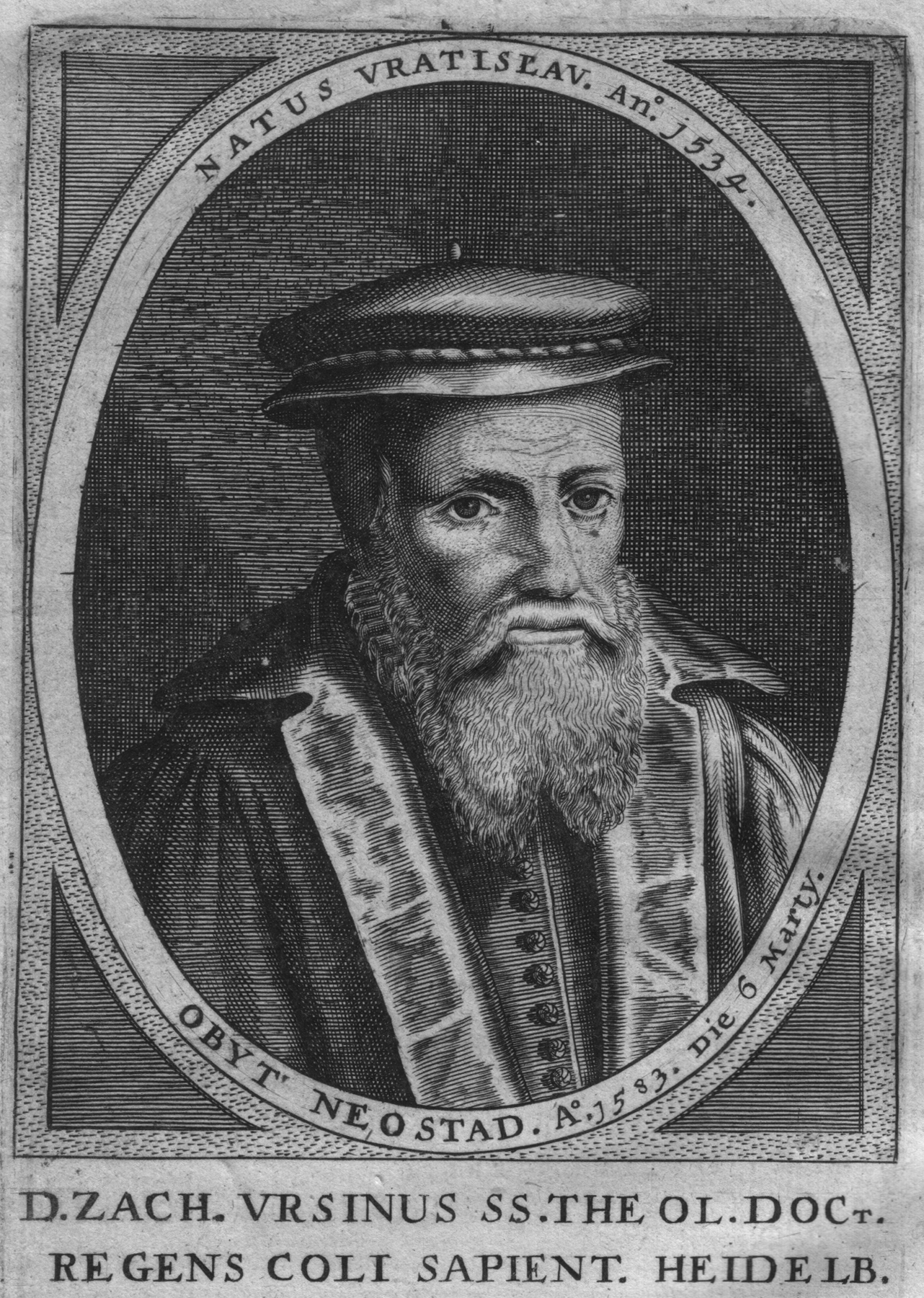
Zacharias Ursinus

## Halálozások
- január 1. – François de Belleforest reneszánsz francia író, költő és műfordító (* 1530)
- május 6. – Zacharias Ursinus német teológus, Caspar Olevianus-szal együtt a heidelbergi káté szerzője (* 1534)
- július 8. – Fernão Mendes Pinto portugál író, kalandor, felfedező, a portugál irodalom klasszikusa (* 1509)